# 鮫島伸一
鮫島 伸一（さめじま しんいち、1967年9月9日 - ）は、日本の元俳優、元お笑い芸人。鹿児島県出身。鹿児島県立種子島高等学校卒業。

## 出演

### 映画
- とっておきVirgin Love! 童貞物語3（1989年） - 広沢徹 役

### テレビドラマ
- 月曜ドラマランド「宇宙少女モルモ10分の1」（1987年5月4日、フジテレビ） - 柔道部員C 役
- ドラマ23「白鳥麗子でございます!」（1989年、TBS）
- ウッチャンナンチャンのコンビニエンス物語（1990年、テレビ東京） - 鈴木智久 役
- 火曜サスペンス劇場「女監察医・宝生亜季子9 震える川」（1990年11月20日、日本テレビ）
- NHK大河ドラマ「太平記」（1991年、NHK）
- DRAMADOS ドラマドス「マリア」（1992年3月18日、関西テレビ）
- 往診ドクターの事件カルテ（1992年、朝日放送）
- チャンス!（1993年、フジテレビ）

### バラエティ
- 11PM　(日本テレビ)
- 笑いの殿堂（フジテレビ）※「鮫島くん」名義での出演
- マジカル頭脳パワー!!（日本テレビ）